# Jari Europaeus
Jari Europaeus detto Euffa (Helsinki, 29 dicembre 1962) è un allenatore di calcio ed ex calciatore finlandese, di ruolo difensore.

## Carriera

### Nazionale
Jari Europaeus conta 56 presenze nella Finlandia.

## Palmarès

### Giocatore

#### Competizioni nazionali
- Campionato finlandese: 3

HJK: 1981, 1990, 1992
- Coppa di Finlandia: 3

HJK: 1981, 1984, 1993
- Liigacup: 1

HJK: 1994

#### Individuale
- Calciatore finlandese dell'anno: 1

1989 (secondo la Suomen Palloliitto)

### Allenatore

#### Competizioni nazionali
- Ykkönen: 1

Viikingit: 2006